# 王育敏
王育敏（1971年4月11日—），中華民國政治人物，中國國民黨籍，生於嘉義縣中埔鄉，現任立法委員，曾任臺中市副市長、兒童福利聯盟文教基金會董事、執行長及國民黨文化傳播委員會主任委員。
2022年8月3日獲國民黨徵召參選嘉義縣縣長，敗給尋求連任的民主進步黨籍縣長翁章梁；同年12月21日獲臺中市市長盧秀燕聘任為副市長；2024年1月當選第十一屆不分區立法委員。

## 從政生涯

### 第八至九屆立法委員
2014年10月13日，立法院社會福利及衛生環境委員會審查《食品安全衛生管理法》部分條文修正草案，傍晚衛生福利部食品藥物管理署突然發放「南王化工新聞稿」當做稽查進度報告，發給當日與會委員，遭立委質疑，政府幫廠商發新聞稿，角色顛倒錯亂。主席王育敏裁示，食藥署應於週三前交出調查報告，將油品清查結果如實向立委、媒體說明，「查到哪裡、公佈到哪」。
2016年3月2日上午，立法院舉行各委員會召集委員選舉，其中衛環委員會十五席中，國民黨只有四席立委，但配票策略成功，結果民進黨劉建國與國民黨王育敏同樣是四票，最後抽籤由國民黨王育敏抽中，爆冷當選召委。
2016年4月19日，立法院院會處理國民黨團提出的復議案時，立法院院長蘇嘉全宣讀國民黨團提之促轉復議案。在詢問是否可照案通過，立委王育敏突然喊「反對」，院長聞言，說道：「我重新宣讀一次，這次要聽清楚喔」，隨後王育敏發現喊錯，已引得眾人發笑、鼓掌。

### 參選嘉義縣長
2022年8月3日獲國民黨徵召參選嘉義縣縣長，2022年九合一選舉敗給尋求連任的民主進步黨籍縣長翁章梁。

### 台中市副市長
2022年12月21日獲臺中市市長盧秀燕聘任為副市長。

### 第十一屆立法委員
2023年獲國民黨提名不分區立法委員第十三名並當選。
2024年3月，台北保母虐童致死案爆發後，王育敏以立法院社會福利及衛生環境委員會召委身分安排社會安全網專案報告，因其身兼兒童福利聯盟文教基金會董事，被質疑有利益衝突，故辭去兒福聯盟董事。

## 選舉紀錄
| 年度 | 選舉屆數               | 選舉區                                 | 所屬政黨   | 得票數    | 得票率 | 當選標記 | 備註 |
| ---- | ---------------------- | -------------------------------------- | ---------- | --------- | ------ | -------- | ---- |
| 2012 | 第八屆立法委員選舉     | 全國不分區及僑居國外國民立法委員選舉區 | 中國國民黨 | 5,863,279 | 44.55% |          |      |
| 2016 | 第九屆立法委員選舉     | 全國不分區及僑居國外國民立法委員選舉區 | 中國國民黨 | 3,280,949 | 26.91% | 婦女保障 |      |
| 2022 | 第十九屆嘉義縣縣長選舉 | 嘉義縣                                 | 中國國民黨 | 101,517   | 37.15% |          |      |
| 2024 | 第十一屆立法委員選舉   | 全國不分區及僑居國外國民立法委員選舉區 | 中國國民黨 | 4,764,576 | 34.58% |          |      |

## 爭議

### 五秒散會事件
2014年10月2日，王育敏於立法院社會福利及衛生環境委員會主持衛生福利部業務報告和預算解凍案。立委鄭汝芬依據「登記的順序」上台質詢卻被打斷，林淑芬未依照「登記順序發言」，不斷程序發言阻擋議事並霸佔主席台，從上午杯葛到中午，導致議事空轉，登記發言的立委仍無法上台質詢，甚至主席都無法宣布處理提案，多次休息協商仍無共識，宣布散會，遭質疑護航頂新集團。
13日，王發出聲明表示，近日有關她護航的指控，完全悖離事實，嚴重涉及毀謗，少數人士勿惡意張冠李戴、扭曲真相，說她只花5秒主持會議，非常不公平，再涉汙衊，保留法律追訴權。
而公民監督國會聯盟則發聲明反擊，稱王育敏宣稱10月2日是因在野黨不斷進行程序發言，才不得已於中午宣布散會。公督盟嚴正譴責王育敏，立委本職就該監督行政單位，宣布散會即是放棄掉原本質詢官員的機會。況且，在野黨是為了能有效率地對衛生福利部質詢，因此程序發言要求行政單位提供完整資訊，倘若議事難以進行，召委也可透過休息、進行協商與在野黨溝通，而非直接宣布散會。

### 指控蔡英文炒地皮
2015年12月，立委蔡正元、王育敏及前立委邱毅召開記者會，指控蔡英文在三十年前涉嫌炒作內湖重劃區土地，並獲取上億元的暴利，民進黨告發王育敏、邱毅、蔡正元違反《正副總統選罷法》，意圖使人不當選，國民黨反控蔡英文、顧立雄、黃帝穎等人誣告。
2016年5月18日，台北地檢署偵結，認為罪嫌不足，全部不起訴。

### 中國大陸非洲豬瘟疫情簡訊
2018年12月13日，中国大陆非洲猪瘟疫情嚴重，為了提醒大家勿從國外攜帶豬肉製品入境，農委會於12日發布警示簡訊。卻受到立委王育敏提案、立委蔣萬安、徐志榮、許淑華因認為豬瘟嚴重性不足，聯署簽名提案，要求衛福部針對警示簡訊提出檢討報告，完全不知豬瘟的嚴重性。王育敏質詢時表示，如果豬瘟疫情真的重大到需要發布國家級警訊，農委會應該提升防疫等級，成立緊急應變小組，不能各部會跑去跟行政院說要發簡訊，災防辦公室就照發，這樣會有「狼來了」效應，民眾未來可能會對警示簡訊麻痺，無法分辨重要性。

### 新冠病毒台灣撤僑之國民黨7人小組
2020年1月新冠病毒爆發，武汉“封城”之际，許多赴中工作及旅遊探親的人无法返台。在台灣政府與中國大陆政府協調陷入僵局之際，王育敏與國民黨代理主席林榮德、同黨立委曾銘宗、大陸事務部主任周繼祥、台企聯會長李政宏、國民黨台商代表聯誼會會長陳錦龍、武漢台商會會長蕭永瑞共同組成7人小組，试图居中协调，王育敏也於後續代表7人小組，做為對外發言的對象。身兼中共地方政协委员，又是國民黨中央委員的徐正文亦声称为居中協調者。最终，7人小组促成以台胞春节包机方式來辦理撤僑。王育敏同時其抨擊蔡英文政府毫無作為，並大方宣傳此事。而在第一班返台包机于2月3日抵达后，台灣表示原以老弱婦孺以及短期出差的人為優先撤離對象，但飛機著陸時發現大多數的人不在名單上，甚至是有非台灣籍的人混入，而在徐正文的身分及該7人小組的正當性遭受質疑抨擊。交大科技法律研究所教授林志潔及律師黃帝穎表示這7人小組加上徐正文未經授權私自與中國大陆接洽的行為恐觸法。事件正炒得沸沸揚揚之時，該小組與徐正文切割，在2月5日聲明，指徐正文言行與黨無關，若黨員有涉擾防疫行為將祭黨紀。大陆方面官方则在2月7日肯定了7人小组成员蕭永瑞在促成台胞包机返台工作中的贡献。

## 外部連結
- 王育敏的Facebook專頁
- 王育敏的Instagram帳戶